# Шалговце
Шалговце (словац. Šalgovce) — село, громада округу Топольчани, Нітранський край. Кадастрова площа громади — 8.99 км².
Населення 516 осіб (станом на 31 грудня 2019 року).

## Історія
Шалговце згадується 1275 року.

## Населення
| Рік:            | 1994. | 2004.   | 2014.   | 2024.   |
| --------------- | ----- | ------- | ------- | ------- |
| Кількість осіб: | 515   | 514     | 516     | 470     |
| Різниця:        |       | -0,19 % | +0,38 % | -8,91 % |

| Рік:            | 2023. | 2024.   |
| --------------- | ----- | ------- |
| Кількість осіб: | 483   | 470     |
| Різниця:        |       | -2,69 % |